# Lonchoptera japonica
Lonchoptera japonica är en tvåvingeart som beskrevs av Matsumura 1915. Lonchoptera japonica ingår i släktet Lonchoptera och familjen spjutvingeflugor. Inga underarter finns listade i Catalogue of Life.